# Manfred Ulbricht
Manfred Ulbricht (Zetteritz, Saxònia, 9 de setembre de 1947) va ser un ciclista de l'Alemanya de l'Est que es dedicà al ciclisme en pista. Va participar en els Jocs Olímpics de 1968.

## Palmarès
- 1968
  - 1r al Neuseen Classics – Rund um die Braunkohle
- 1973
  - Campió de la RDA en Madison
  - Campió de la RDA en Persecució per equips, amb Herbert Richter i Matthias Wiegand